# Bajady

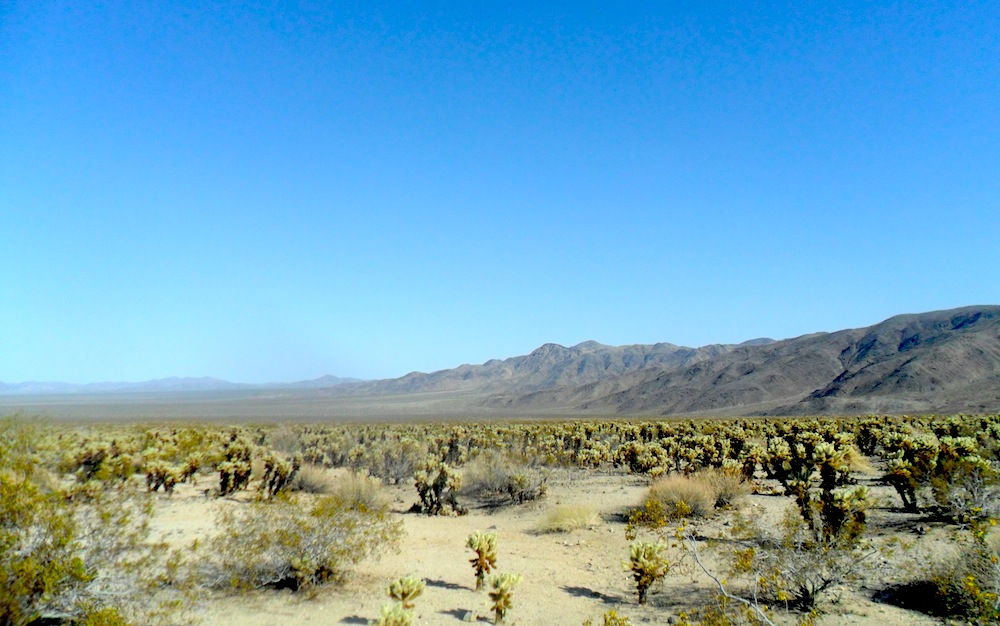
Góry Hexie na południu pustyni Mojave w południowej Kalifornii. Z bajadą lub wadi (na pierwszym planie) i wachlarzami aluwialnymi (w oddali), rozciągającymi się na równinę doliny. Widziane z ogrodu kaktusów Cholla w Parku Narodowym Joshua Tree

Bajady (bahady) lub bajada – zespół suchych stożków napływowych rozwiniętych wzdłuż krawędzi pasma górskiego, które łączą się częściami brzeżnymi i tworzą ciągłą pokrywę luźnych osadów w strefie podstokowej.
W kotlinach górskich podnóża stoków mogą być pokryte bajadą, natomiast w centrum znajduje się playa.